# Microdon illucens
Microdon illucens är en tvåvingeart som beskrevs av Mario Bezzi 1915. Microdon illucens ingår i släktet myrblomflugor, och familjen blomflugor.
Artens utbredningsområde är Moçambique. Inga underarter finns listade i Catalogue of Life.